# Schweizerischer Ruderverband
Der Schweizerische Ruderverband (SRV) ist der Dachverband der Rudervereine, regionalen Ruderverbände und der Regattaveranstalter in der Schweiz.
Der Verband wurde am 5. Dezember 1886 in Sarnen, Kanton Obwalden gegründet und hat seinen Sitz bis heute dort. Er wird mehrsprachig geführt und trägt auch die Namen Fédération Suisse des Sociétés d’Aviron (FSSA, französisch), Federazione Svizzera della Società di Canottaggio (FSSC, italienisch) und Swiss Rowing Federation (SRF, englisch). Vereinssprachen sind deutsch und französisch.
Rechtlich stellt der Verband einen Verein nach dem Zivilgesetzbuch der Schweiz dar. Er ist Mitglied des Weltruderverbandes  mit Sitz in Lausanne und des Schweizerischen NOKs Swiss Olympic Association.
An seinem Sitz in Sarnen betreibt der SRV das Haus des Schweizer Rudersports.

## Bedeutende Clubs
- Seeclub Küsnacht
- Basler Ruder Club
- Rowing Club Bern
- Ruderclub Reuss Luzern
- Seeclub Sursee
- Grasshopper Club Zürich
- Ruderclub Uster RCU